# Margarodidae
Margarodidae es una familia de insectos hemípteros en la superfamilia Coccoidea. Algunas de las subfamiias antes incluidas aquí han sido elevadas a familias.

## Lista de géneros
- Subfamilia Callipappinae

Géneros: Callipappus
- Subfamilia Coelostomidiinae

Géneros: Cancerococcus, Coelostomidia, Desmococcus, Cryptokermes, Mimosicerya, Paracoelostoma, Platycoelostoma, Pityococcus, Ultracoelostoma
- Subfamilia Kuwaniinae

Géneros: Kuwania, Neogreenia
- Subfamilia Margarodinae

Géneros: Dimargarodes, Eumargarodes, Eurhizococcus, Heteromargarodes, Margarodes, Margarodesia, Neomargarodes, Porphyrophora, Promargarodes, Termitococcus
- Subfamilia Monophlebinae (ahora familia Monophlebidae)

Géneros: Afrodrosicha, Aspidoproctus, Auloicerya, Buchnericoccus, Crypticerya, Drosicha, Drosichoides, Echinicerya, Etropera, Gigantococcus, Gueriniella, Gullania, Hemaspidoproctus, Icerya, Insulococcus, Labioproctus, Laurencella, Lecaniodrosicha, Lecaniodrosicha, Llaveia, Laveiella, Marchalina, Matesovia, Melaleucococcus, Misracoccus, Modicicoccus, Monophlebidus, Monophleboides, Monophlebulus, Monophlebus, Nautococcus, Neocoelostoma, Neohodgsonius, Nietnera, Nodulicoccus, Palaeococcus, Peengea, Perissopneumon, Protortonia, Pseudaspidoproctus, Sishania, Steatococcus, Tessarobelus, Vrydagha, Walkeriana
- Subfamilia Steingeliinae

Géneros: Steingelia, Stomacoccus
- Subfamilia Xylococcinae

Géneros: Araucaricoccus, Conifericoccus, Eomatsucoccus, Jansenus, Matsucoccus, Neosteingelia, Stigmacoccus, Xylococculus, Xylococcus